# 橋本亘司
橋本 亘司（はしもと こうじ、1984年3月12日 - ）は、日本の整体師。元トレーニングジムインストラクター、フィジカルトレーナー、浜田市体育協会体操指導員、TBS『SASUKE』の有力選手。

## 人物
サッカー、体操の経験があり、体操競技では関西高校時代にインターハイ出場。日本体育大学では全国入賞の経験を持つ。卒業後はジムインストラクター・スポーツインストラクター・フィジカルトレーナー・トップアスリートの専属トレーナーなどで活躍。また体操指導員として地元で子供たちの体操指導にあたっている。 
『SASUKE』には第21回大会に予選会を勝ち上がって初出場。第24回大会にFINAL STAGEに進出し、現時点で10回の出場経験がある。出場においては、橋本の両親が島根から毎回応援に駆け付けていた。SASUKE挑戦は、「教え子達が結果の良否にかかわらず率直な意見を述べてくれる事が自身のモチベーション向上に繋がっています」と述べている。番組では「SASUKE新世代第三の男」のキャッチコピーが付けられていた。 
実力者の中でも特に早いゼッケンで出場することが多く、第27回大会では20番で登場したため、90番台を付けたのは第26回大会のみである。
2020年4月、インストラクターの経験を活かして、地元の島根県浜田市で「ほぐしやKiwami」の名でマッサージ店を開業し、整体師兼店長として活動。
近年は漆原裕治のYouTubeチャンネルに登場している。
EXILEのオーディションに参加し、一次審査を通過したことがある。

## SASUKEでの戦歴

### 大会ごとの戦歴

#### 第21回大会～第23回大会
第21回に初出場。出場に先駆けて行われた「サスケトライアル2008夏」を第7位で通過し本選出場。1stステージのそり立つ壁でタイムアップ（ゼッケン42）。
第22回でも予選会を通過するも、1stのスライダージャンプで移動中に脚が着水してリタイア（ダイジェスト、ゼッケン76）。
第23回は予選会を4位で突破し、15.8秒残しで初の1stをクリア。初の2ndステージでは、サーモンラダーで1→2段目へ移動しようとした際、バーが上段の突起にかからず、1段目へバーが落ちた衝撃で手が離れ落水（ゼッケン47）。このリタイアに関しては後に漆原のYouTubeチャンネル内の動画で「ぶら下がって余裕ぶっこいてやったら、かからなくてビックリして滑った」と述べている。尚、予選会を3大会連続で突破したのは橋本のみである。

#### 第24回大会
第24回は危なげなく1stをクリア。2ndでは前回リタイアしたサーモンラダーを攻略し、初の2ndステージ突破。3rdステージでは、新SASUKEで漆原に次いで2人目となる初挑戦クリアの快挙を成し遂げる。FINALステージは、ヘブンリーラダーで足を踏み外すタイムロスが生まれ、直後のGロープで追い上げを見せるも残りあと2mのところでタイムアップ（ゼッケン85）。

#### 第25回大会～第27回大会
第25回はスタート順を抽選で決め、中盤の60番を引き当てた。1stを2.80秒残し、2ndを5.4秒残しでクリア。3rdでは新エリア・アルティメットクリフハンガーで3本目の突起に届かず落下。リー・エンチと共に初の最優秀成績者となった（ゼッケン60）。
第26回は近年の活躍が光って、ゼッケン98番と自身初の90番台を任される。1stを10.70秒残しで難なくクリアするも、2ndでは過去に1度も屈したことのないメタルスピンでまさかのリタイア（1stはダイジェスト）。
第27回は1st・2ndをクリア。3rdでは過去2大会において突破者のいないアルティメットクリフハンガーで、史上最初のクリア者に名乗りを上げるも、新エリア・チェーンシーソーでリタイア（ゼッケン20）。

#### 第28回大会～第29回大会
第28回は、1stで前回クリアしていたスピンブリッジでボールの中央を踏み損ねてリタイア（ゼッケン40）。
第29回は2大会ぶりに1stをクリアしたが、2ndではバックストリームに苦戦を強いられタイムアップ（ゼッケン41）。

#### 第40回大会
大会に先駆けて行われた一般オーディションの面接に参加。第29回を最後に出場が途絶えている理由について、第27回のリタイア後に身体の異常を感じ、レントゲンを撮ったところ、背骨に特発性側弯症を患っていたことを明かした。本選にはゼッケン3945番で9年ぶりに出場し、当日に向けて24kgの減量を敢行した。1stのフィッシュボーンでリタイア。 

### 大会別成績
| 大会       | ゼッケン | STAGE | 記録                         | 備考                    |
| ---------- | -------- | ----- | ---------------------------- | ----------------------- |
| 第21回大会 | 42       | 1st   | そり立つ壁                   | タイムアップ            |
| 第22回大会 | 76       | 1st   | スライダージャンプ           | 脚が着水                |
| 第23回大会 | 47       | 2nd   | サーモンラダー               | 1段目                   |
| 第24回大会 | 85       | FINAL | Gロープ                      | 残り2m                  |
| 第25回大会 | 60       | 3rd   | アルティメットクリフハンガー | 2→3本目、最優秀成績タイ |
| 第26回大会 | 98       | 2nd   | メタルスピン                 | 掴み失敗                |
| 第27回大会 | 20       | 3rd   | チェーンシーソー             | 1→2本目                 |
| 第28回大会 | 40       | 1st   | スピンブリッジ               | 2個目                   |
| 第29回大会 | 41       | 2nd   | バックストリーム             | タイムアップ            |
| 第40回大会 | 3945     | 1st   | フィッシュボーン             | 2→3歩目                 |

### 通算成績
| 出場数 | 2nd進出 | 3rd進出 | FINAL進出 | 最優秀成績 |
| ------ | ------- | ------- | --------- | ---------- |
| 10回   | 6回     | 3回     | 1回       | 1回        |

- 2022年 第40回大会終了時点

### テーマ曲
専用のBGMがテーマソングとして存在する。
| 曲名       | 出典         | 初使用回 | 備考                                 |
| ---------- | ------------ | -------- | ------------------------------------ |
| 遊星テーマ | 遊☆戯☆王5D's | 24回     | 25回までテーマソングとして使用された |